# UFC 316
UFC 316: Dvalishvili vs. O'Malley 2（ユーエフシー・スリーシックスティーン：ドバリシビリ・バーサス・オマリー・ツー）は、アメリカ合衆国の総合格闘技団体「UFC」の大会の一つ。2025年6月7日、ニュージャージー州ニューアークのプルデンシャル・センター で開催された。

## 大会概要
本大会は王者メラブ・ドバリシビリと挑戦者ショーン・オマリーによるUFC世界バンタム級タイトルマッチ、王者ジュリアナ・ペーニャと挑戦者ケイラ・ハリソンによるUFC世界女子バンタム級タイトルマッチが組まれた。

## 試合結果

### アーリープレリム
第1試合 ライト級 5分3R
○  マルケル・メデロス vs.  マーク・チョインスキー ×
　3R終了 判定3-0（30-27、30-27、29-28）
第2試合 ライト級 5分3R
○  クイラン・サルキンド vs.  ヤナル・アシュモズ ×
3R終了 判定3-0（30-27、29-28、29-28）
第3試合 フェザー級 5分3R
×  ジェカ・サラギ vs.  ユ・ジュサン  ○
1R 0:28 KO(左フック)
第4試合 132ポンド契約 5分3R
×  アリアネ・リプスキ vs.  ワン・ツォン ○
3R終了 判定3-0（30-27、30-27、30-27）

### プレリミナリーカード
第5試合 ウェルター級 5分3R
○  ケイオス・ウィリアムス vs.  アンドレアス・ガスタフソン ×
3R終了 判定3-0（30-27、30-26、30-26）
第6試合 ヘビー級 5分3R
×  セルゲイ・スピバック vs.  ワルド・コルテス＝アコスタ ○
3R終了 判定2-1（30-27、29-28、29-28）
第7試合 ライトヘビー級 5分3R
○  アザマト・ムルザカノフ vs.  ブレンジソン・ヒベイロ ×
1R 3:25 TKO（左フック→パウンド）
第8試合 フライ級 5分3R
×  ブルーノ・シウバ vs.  ジョシュア・ヴァン ○
3R 4:01 TKO（右フック→パウンド）

### メインカード
第9試合 ウェルター級 5分3R
×  ビセンテ・ルケ  vs.  ケビン・ホランド ○
2R 1:03 ダースチョーク
第10試合 バンタム級 5分3R
○  マリオ・バティスタ vs.  パトリック・ミックス ×
3R終了 判定3-0（29-28、30-27、30-27）
第11試合 ミドル級 5分3R
×  ケルヴィン・ガステラム vs.  ジョー・パイファー ○
3R終了 判定3-0（29-28、29-27、30-27）
第12試合 UFC世界女子バンタム級タイトルマッチ 5分5R
×  ジュリアナ・ペーニャ vs.  ケイラ・ハリソン ○
2R 4:55 キムラロック
※ハリソンが王座獲得に成功。
第13試合 UFC世界バンタム級タイトルマッチ 5分5R
○  メラブ・ドバリシビリ vs.  ショーン・オマリー ×
3R 4:42 ノースサウスチョーク
※ドバリシビリが2度目の王座防衛に成功。

### 各賞
パフォーマンス・オブ・ザ・ナイト：メラブ・ドバリシビリ、ケイラ・ハリソン、ケビン・ホランド、ユ・ジュサン
各選手にはボーナスとして5万ドルが授与された。

### カード変更
負傷などによるカードの変更は以下の通り。